# 1277 w polityce

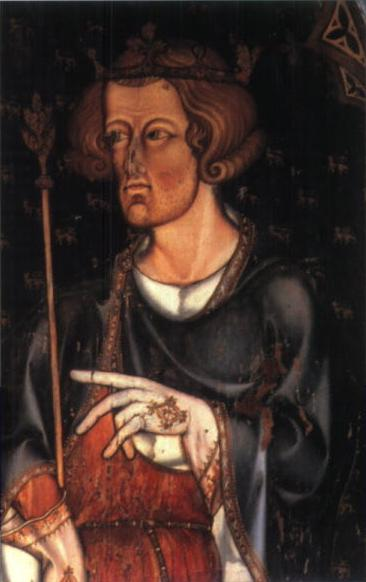
Edward I Długonogi

Wydarzenia polityczne w 1277 roku.

## Wydarzenia
- Traktat w Aberconwy[1]. Rodzimy książę Walii Llewelyn Ostatni uznaje zwierzchnictwo króla angielskiego Edwarda I Długonogiego[2]. Walia na trwałe staje się częścią królestwa Anglii.
- Giovanni Gaetano Orsini zostaje papieżem[3].

## Urodzili się
- Sempad, król Armenii[4].

## Zmarli
- 20 maja Jan XXI, papież[5].